# دوج شدو
دوج شدو (Dodge Shadow) خودرویی است که در سال‌های ۱۹۸۷ تا ۱۹۹۴در ایالات متحده آمریکا و مکزیک تولید شده‌است. طراحی آن خودروهای موتور جلو-محور جلو بوده‌است. سیستم جعبه‌دندهٔ آن ۴ دنده به دو صورت خودکار و دستی است.